# Luis Pérez Dasmariñas
Luis Pérez Dasmariñas (? - 1603) was een Spaans koloniaal bestuurder en de negende gouverneur-generaal van de Filipijnen van 1593 tot 1596. Luis Pérez Dasmariñas was door zijn vader aangewezen als diens opvolger. Na de dood van zijn vader was hij drie jaar lang gouverneur-generaal tot hij in 1596 werd opgevolgd door Francisco de Tello de Guzmán.

## Biografie
Gómez Pérez Dasmariñas werd geboren in de Spaanse regio Galicië. Hij was een zoon van Gómez Pérez Dasmariñas.
In 1593 organiseerde zijn vader, gouverneur Gómez Pérez Dasmariñas een expeditie naar de Molukken. Het plan was om met een vloot en een troepenmacht van zo'n 900 mensen naar Ternate te varen om daar het stenen fort van de Hollanders te veroveren. Dasmariñas zou de expeditie persoonlijk leiden en op 24 oktober 1593 vertrok hij in een galei die geroeid werd door Chinese roeiers vanuit Cavite naar Pintados, waar de vloot onder leiding van Luis Pérez Dasmariñas zich reeds bevond. Op de tweede dag van de reis daarheen kwamen de Chinese roeiers echter in opstand. Bij deze muiterij kwamen gouverneur Dasmariñas en bijna alle andere Spanjaarden aan boord om het leven.
In eerste instantie werd Pedro de Rojas door de Spanjaarden in Manilla gekozen tot tijdelijke opvolger van de omgebrachte gouverneur. Na de diens terugkeer uit de Molukken in december werd na een zoektocht in het archief van de gouverneur in de San Agustin Church duidelijk dat Luis Pérez Dasmariñas door de vermoordde gouverneur was aangewezen als zijn opvolger.
Omdat de jaarlijkse Manillagaljoenen dat jaar door slecht weer gedwongen waren om hun reis af te breken en terug te keren naar de Filipijnen, zou het nieuws over de dood van Gómez Pérez Dasmariñas pas veel later aan in Nieuw-Spanje en het moederland Spanje. Pas in november 1594, meer dan een jaar na de dood van Dasmariñas werd het nieuws bekend in Nieuw-Spanje, na de aankomst van Don Juan de Velasco in het galjoen Santiago.
In januari 1596 zond Dasmarinas een expeditie naar Cambodja om op diens verzoek koning Sâtha te helpen tegen de invallen van de Siamese koning Naresuan. De expeditie bestond uit drie schepen, met op het grootste schip onder meer 120 Spaanse soldaten onder leiding van sergeant-majoor Juan Xuarès de Gallinato. De expeditie loopt anders dan gepland. Bij aankomst in Cambodja vinden ze een nieuwe koning op de troon. Koning Sâtha blijkt te zijn gevlucht naar Laos. Na een incident waarbij de expeditieleden Chinese handelaren en de lading van hun zes jonken buit maken, zie de Spanjaarden zich gedwongen op de nieuwe koning genaamd Srei Santhor, en een van zijn zonen te doden. Een dag na dit incident komt ook het grootste schip met Gallinato aan. Ondanks deze voor de Spanjaarden gunstige omstandigheden om controle over Cambodja te nemen, besluit Gallinato terug te keren naar Manilla, waar hij pas aankwam na aankomst van de nieuwe gouverneur-generaal Francisco de Tello de Guzmán.
Pérez Dasmariñas kwam om het leven toen hij tijdens de Chinese opstand in Manilla in 1603 werd gedood.